# Sārangpur
Sārangpur är en ort i Indien.   Den ligger i distriktet Rājgarh och delstaten Madhya Pradesh, i den centrala delen av landet, 600 km söder om huvudstaden New Delhi. Sārangpur ligger 431 meter över havet och antalet invånare är 35 827.
Terrängen runt Sārangpur är mycket platt. Runt Sārangpur är det ganska tätbefolkat, med 214 invånare per kvadratkilometer. Det finns inga andra samhällen i närheten. Trakten runt Sārangpur består till största delen av jordbruksmark.